# Michele Pirro

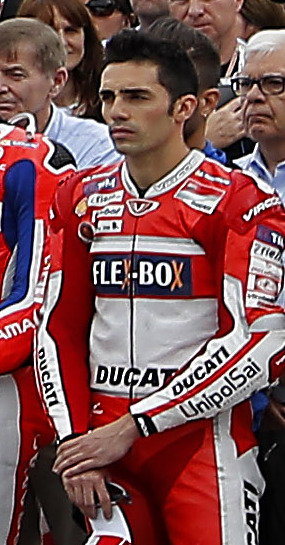
Pirro 2017

Michele Pirro (* 5. Juli 1986 in San Giovanni Rotondo) ist ein italienischer Motorradrennfahrer.

## Karriere
In der Saison 2003 nahm Pirro erstmals als Wildcard-Fahrer in einem Rennen der 125-cm³-Klasse der Motorrad-Weltmeisterschaft teil. Beim Großen Preis von Italien in Mugello kam er auf Platz 29 in das Ziel. 2004 gastierte er für zwei weitere Rennen in der 125-cm³-Klasse. In Mugello erreichte er einen 19. Platz; bei dem Großen Preis von Valencia wurde er am Schluss auf Rang 16 gewertet. Parallel hierzu gewann Pirro auf Aprilia in diesem Jahr vor Julián Miralles Rodríguez die 125-cm³-Europameisterschaft.
2005 bestritt Pirro im Malaguti-Werksteam in der Achtelliterklasse seine erste vollständige Weltmeisterschaft. Mit drei WM-Punkten schloss er die Saison auf dem 33. Gesamtrang ab. 2006 konnte er auf einer Honda bei zwölf Starts keine Punkte einfahren.
In der Saison 2007 startete Michele Pirro für das Yamaha Team Italia  im FIM Superstock 1000 Cup, wo er elf Rennen bestritt. Dort erzielte er drei Pole-Positions sowie einen Sieg und erreichte den siebten Rang im Endklassement. Im Jahr darauf fuhr er auf einer Yamaha YZF-R1 des Teams Yamaha Lorenzini by Leoni in dieser Meisterschaft zwei weitere Podestplatzierungen heraus und wurde Gesamt-Fünfter. Außerdem konnte Pirro 2007 und 2008 den Titel in der Superstock-1000-Klasse der italienischen Meisterschaft erringen.
2009 nahm Pirro im selben Team auf einer Yamaha YZF-R6 an der Supersport-Weltmeisterschaft teil. Mit durchweg konstanten Punkterängen belegte er im Schlussklassement mit 70 Punkten den zwölften Rang in der Fahrerwertung. In der italienischen Meisterschaft gewann er in diesem Jahr seinen insgesamt dritten Titel, diesmal in der Supersport-Klasse. Zur Saison 2010 wechselte der Italiener in das erfolgreiche niederländische Team HANNspree Ten Kate Honda, steigerte sich in dieser Klasse auf 99 Punkte und belegte im Gesamtklassement den fünften Rang. Im gleichen Jahr nahm Pirro beim Großen Preis von Aragonien erstmals an einem Rennen der Moto2-Klasse der Motorrad-WM teil und fuhr für das Team Gresini Racing Moto2 von Fausto Gresini auf Moriwaki mit seinem 14. Platz sofort in die Punkte. Dies brachte ihm am Jahresende in der Fahrerwertung den 33. Rang ein.
2011 trat Michele Pirro zu seiner ersten vollständigen Saison in der Moto2 an. Weiterhin auf einer Moriwaki des Gresini-Teams startend, errang er beim Großen Preis von Valencia auf dem Circuit Ricardo Tormo seinen ersten Grand-Prix-Sieg und punktete konstant über die gesamte Saison hinweg. Am Ende wurde er mit 84 Punkten Neunter in der Fahrerwertung. 2012 wechselte Pirro in die MotoGP-Klasse. Auf einer Gresini-FTR holte er 43 Punkte und belegte in seiner Debütsaison den 15. Rang. Damit wurde Pirro hinter Aleix Espargaró und Randy De Puniet Dritter der neu geschaffenen Claiming-Rule-Kategorie.
2013 trat Pirro mit einer Ducati als Ersatzfahrer für den verletzten Stammfahrer Ben Spies in der MotoGP an. Schlussendlich trat er bei zehn Rennen und punktete bei jedem davon, was für den 13. Gesamtrang reichte.
Seitdem tritt er meistens für Ducati als Ersatz- und Wildcardfahrer mehrere Rennen pro Jahr an, überwiegend als dritter Fahrer fürs Ducati-Werksteam, dessen Testfahrer er zudem ist. 2016 allerdings fuhr er drei der ersten vier Rennen im Ducati-Kundenteam OCTO Pramac als Ersatz für den verletzten Danilo Petrucci. Im selben Jahr ersetzte er bei einem weiteren Kundenteam, Avintia Racing, den verletzten Stammfahrer Loris Baz beim Großen Preis von Katalonien sowie beim Dutch TT.
Seine bisher beste MotoGP-Platzierung stellt der vierte Platz (als Wildcard-Starter) bei Großen Preis von Valencia 2018 dar.

## Statistik

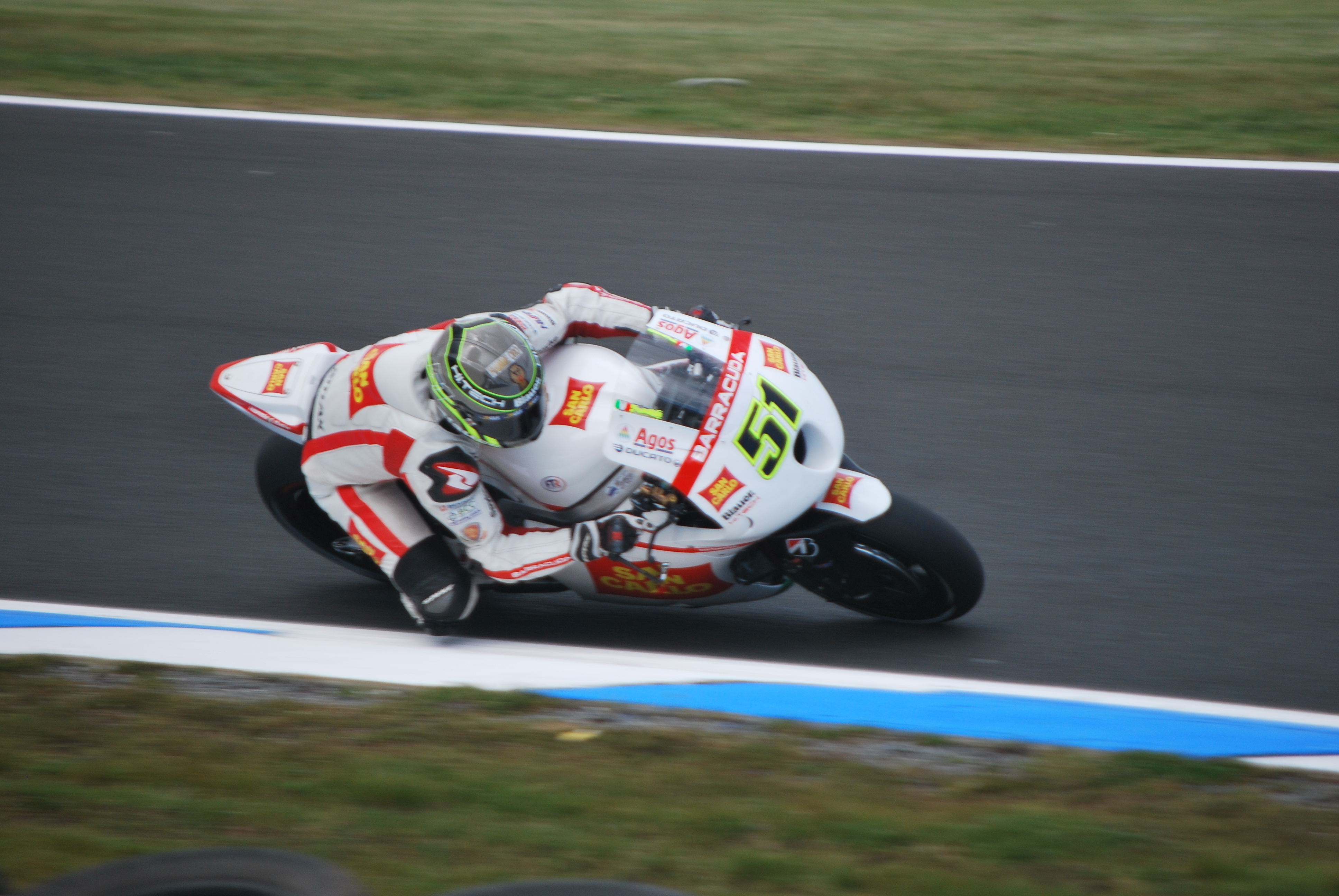
Pirro 2012

### Erfolge
- 2004 – 125-cm³-Europameister auf Aprilia
- 2007 – Italienischer Superstock-1000-Meister auf Yamaha
- 2008 – Italienischer Superstock-1000-Meister auf Yamaha
- 2009 – Italienischer Supersport-Meister auf Yamaha
- 2015 – Italienischer Superbike-Meister auf Ducati
- 2017 – Italienischer Superbike-Meister auf Ducati
- 2018 – Italienischer Superbike-Meister auf Ducati
- 2019 – Italienischer Superbike-Meister auf Ducati
- 2021 – Italienischer Superbike-Meister auf Ducati
- 2022 – Italienischer Superbike-Meister auf Ducati

### In der Motorrad-Weltmeisterschaft
(Stand: Saisonende 2023)
| Saison | Klasse  | Team                    | Motorrad | Rennen | Rennen | Siege | Podien | Poles | Punkte | Punkte | Ergebnis |
| ------ | ------- | ----------------------- | -------- | ------ | ------ | ----- | ------ | ----- | ------ | ------ | -------- |
| 2003   | 125 cm³ | RCGM                    | Aprilia  | 1      | 1      | –     | –      | –     | 0      | 0      | 61.      |
| 2004   | 125 cm³ | RCGM                    | Aprilia  | 2      | 2      | –     | –      | –     | 0      | 0      | 36.      |
| 2005   | 125 cm³ | Malaguti Reporta Corsa  | Malaguti | 14     | 14     | –     | –      | –     | 3      | 3      | 33.      |
| 2006   | 125 cm³ | WTR Blauer USA          | Honda    | 12     | 12     | –     | –      | –     | 0      | 0      | 38.      |
| 2010   | Moto2   | Gresini Racing Moto2    | Moriwaki | 1      | 1      | –     | –      | –     | 2      | 2      | 36.      |
| 2011   | Moto2   | Gresini Racing Moto2    | Moriwaki | 17     | 17     | 1     | 2      | 1     | 84     | 84     | 9.       |
| 2012   | MotoGP  | San Carlo Honda Gresini | FTR      | 18     | 18     | –     | –      | –     | 43     | 43     | 15.      |
| 2013   | MotoGP  | Ducati Test Team        | Ducati   | 3      | 10     | –     | –      | –     | 20     | 56     | 13.      |
| 2013   | MotoGP  | Pramac Racing           | Ducati   | 7      | 10     | –     | –      | –     | 36     | 56     | 13.      |
| 2014   | MotoGP  | Ducati Team             | Ducati   | 6      | 6      | –     | –      | –     | 18     | 18     | 19.      |
| 2015   | MotoGP  | Ducati Team             | Ducati   | 3      | 3      | –     | –      | –     | 12     | 12     | 21.      |
| 2016   | MotoGP  | Pramac Racing           | Ducati   | 3      | 9      | –     | –      | –     | 12     | 36     | 19.      |
| 2016   | MotoGP  | Ducati Team             | Ducati   | 4      | 9      | –     | –      | –     | 11     | 36     | 19.      |
| 2016   | MotoGP  | Avintia Racing          | Ducati   | 2      | 9      | –     | –      | –     | 13     | 36     | 19.      |
| 2017   | MotoGP  | Ducati Team             | Ducati   | 3      | 3      | –     | –      | –     | 25     | 25     | 23.      |
| 2018   | MotoGP  | Ducati Team             | Ducati   | 3      | 3      | –     | –      | –     | 14     | 14     | 22.      |
| 2019   | MotoGP  | Ducati Team             | Ducati   | 3      | 3      | –     | –      | –     | 9      | 9      | 22.      |
| 2020   | MotoGP  | Pramac Racing           | Ducati   | 2      | 2      | –     | –      | –     | 4      | 4      | 23.      |
| 2021   | MotoGP  | Pramac Racing           | Ducati   | 1      | 3      | –     | –      | –     | 3      | 12     | 23.      |
| 2021   | MotoGP  | Ducati Lenovo Team      | Ducati   | 2      | 3      | –     | –      | –     | 9      | 12     | 23.      |
| 2022   | MotoGP  | Aruba.it Racing         | Ducati   | 3      | 3      | –     | –      | –     | 0      | 0      | 27.      |
| 2023   | MotoGP  | Ducati Lenovo Team      | Ducati   | 3      | 5      | –     | –      | –     | 5      | 5      | 27.      |
| 2023   | MotoGP  | Aruba.it Racing         | Ducati   | 2      | 5      | –     | –      | –     | 0      | 5      | 27.      |
| Gesamt | Gesamt  | Gesamt                  | Gesamt   | 115    | 115    | 1     | 2      | 1     | 323    | 323    |          |

## Verweise